# Kámen (Kraslice)
Kámen (německy Stein) je malá vesnice, část města Kraslice v okrese Sokolov v Karlovarském kraji. Nachází se asi sedm kilometrů jihozápadně od Kraslic, přibližně jeden kilometr od česko-německé hranice. Je zde evidováno 7 adres. V roce 2011 zde trvale žilo dvanáct obyvatel.
Kámen leží v katastrálním území Kámen u Kraslic o rozloze 2,49 km².

## Historie
První písemná zmínka o vesnici pochází z roku 1301. V tomto roce svěřil své panství s územím Kamene Cunrado de Nyperch cisterciákům z klášteru ve Waldsassenu. Hranice mezi českým a německým územím nebyla tehdy ještě příliš pevná, což ukazují spory o území, kde se nacházela osada Kámen. V německé oblasti kolonizovali krajinu páni z Plavna, oblast v okolí Kamene cisterciáci z Waldsassenu. Později koupil od kláštera osadu Kámen rytíř Rüdinger ze Sparnecku. Aby se pojistil proti možnému odebrání či zpětnému odkoupení ze strany kláštera, odevzdal v květnu 1356 své državy, včetně osady Kámen, císaři Karlu IV. jako králi českému. Zpět je obdržel jako manské léno. Později nestál věrně při císaři a musel část území císaři prodat, včetně osady Kámen.
V katastru Kámen u Kraslic se nachází jedno z nejnavštěvovanějších míst Kraslicka, skalní útvar na vrchu Vysoký kámen. V roce 1880 byla na jižním vrcholu zhotovena dřevěná vyhlídková plošina, po dvou letech vyměněna za kamennou s žebříkem a kovaným zábradlím. Roku 1883 byla na Vysokém kameni postavena první hospoda, jež v roce 1885 vyhořela. Nahradila ji druhá hospoda, postavená v roce 1886. Ta však rovněž vyhořela, a to 14. srpna 1906. Ještě téhož roku ji nahradila třetí hospoda. I tuto třetí hospodu však zničil v listopadu 1937 požár. Hospodu se podařilo obnovit a sloužila až do konce druhé světové války. Sloužila rovněž k pořádání divadelních představení, pořadatelskou službu obstarávali němečtí skauti. V 50. letech 20. století byla hospoda spolu s nedaleko od ní stojící kaple odstřelena. Důvodem bylo, že se nacházela v hraničním pásmu. Území Vysokého kamene je chráněno jako přírodní památka Vysoký kámen.
Po poválečném vysídlení německého obyvatelstva se obec nepodařilo dosídlit, část zástavby zanikla, významná část domů zůstala neobydlená.

## Obyvatelstvo
Při sčítání lidu v roce 1921 zde žilo 268 obyvatel, z nichž jeden byl Čechoslovák, 267 bylo Němců. K římskokatolické církvi se hlásilo 267 obyvatel, jeden k církvi evangelické.
| Rok                                                            | 1869 | 1880 | 1890 | 1900 | 1910 | 1921 | 1930 | 1950 | 1961 | 1970 | 1980 | 1991 | 2001 | 2011 | 2021 |
| -------------------------------------------------------------- | ---- | ---- | ---- | ---- | ---- | ---- | ---- | ---- | ---- | ---- | ---- | ---- | ---- | ---- | ---- |
| Počet obyvatel                                                 | 133  | 157  | 191  | 222  | 251  | 268  | 251  | 17   | 10   | 16   | 4    | 6    | 11   | 12   | 7    |
| Počet domů                                                     | 18   | 24   | 27   | 34   | 39   | 42   | 47   | 43   | -    | 3    | 1    | 5    | 4    | 5    | 5    |
| Počet domů z roku 1961 je zahrnut v přehledu vesnice Kostelní. |      |      |      |      |      |      |      |      |      |      |      |      |      |      |      |

## Obecní správa
Při sčítání lidu v letech 1850–1920 Kámen byl osadou obce Kostelní v okrese Kraslice. V letech 1921–1949 byl samostatnou obcí v okrese Kraslice. V letech 1950–1976 byl opět osadou obce Kostelní, se kterým patřil nejprve do okresu Kraslice, ale od roku 1961 v okrese Sokolov. Od 1. dubna 1976 je částí města Kraslice v okrese Sokolov.

## Pamětihodnosti
- Hraniční kámen zvaný Juliusstein [12]